# Джулі та Джулія
«Джулі та Джулія» (англ. Julie & Julia, 2009) — американська біографічна драмедія режисерки Нори Ефрон за мемуарами Джулі Повелл, що випустила в 2005 році книгу «Julie and Julia: 365 Days, 524 Recipes, 1 Tiny Apartment Kitchen», створену на основі записів у власному блозі. Прем'єра в США відбулася 7 серпня 2009 року.

## Синопсис
Джулі Повелл (Емі Адамс) — письменниця-початківиця, працює операторкою центру телефонної підтримки в Lower Manhattan Development Corporation's — центрі допомоги постраждалим від терактів 11 вересня 2001. Разом з чоловіком вона переїжджає на нове місце, щоб бути ближче до роботи, захопивши при цьому кілька кулінарних книг. Одна з них — знаменита книга Джулії Чайлд (Меріл Стріп) «Освоюючи мистецтво французької кухні». Одного разу за обідом в ресторані, дивлячись на своїх успішних подруг, Джулі розуміє, що у неї все надто просто, і вирішує вести блог, аби відволіктися від роботи і зайнятися улюбленою справою — кулінарією, а заразом й залучити постійну аудиторію. У блозі Джулі починає описувати своє життя і мету: приготувати за рік 524 страви з книги Джулії Чайльд, «ризикуючи своїм шлюбом і благополуччям кота».
Одночасно у фільмі показані 1940-і—1950-і роки, коли Джулія Чайлд та її чоловік Пол, дипломат, мешкають в Парижі під підозрою з боку сенатора Джозефа Маккарті в пособництві комунізму. Час початку кулінарної кар'єри самої Джулії Чайлд.
Режисерка ретельного підкреслює схожість у вирішенні проблем «сірих буднів» державних службовців, з якими стикаються як Джулі, так і Джулія. Обидвох жінок підтримують їх чоловіки, хоча в якийсь момент чоловік Джулі Повелл зривається від її надмірної відданості хобі і залишає її на кілька днів.
У кінцевому підсумку про блог Джулі пишуть в «Нью-Йорк таймс» і вона отримує заслужену увагу журналістів, літературних агентів і видавців, а також відгук від Джулії Чайлд — «О, це марна трата часу». Після виходу книги Джулі відзначає радісну подію.

## У ролях
- Меріл Стріп — Джулія Чайлд
- Стенлі Туччі — Пол Чайлд
- Джейн Лінч — Дороті Маквільямс
- Емі Адамс — Джулі Повелл
- Кріс Мессіна[en] — Ерік Повелл
- Ванесса Ферліто — Кессі
- Мері Лінн Райскуб[en] — Гелен
- Лінда Емонд[en] — Симона Бек
- Дейв Еннейбл[en] — Джейк
- Френсіс Стернгаґен[en] — Ірма Ромбауер
- Джоан Джульєт Бак[en] — мадам Брассарт
- Аманда Гессер[en] — камео
- Кейсі Вілсон[en] — Регіна
- Дебора Раш[en] — Авіс Девото
- Джилліан Бах — Аннабель
- Гелен Кокс — Дороті Де Сантіллана

## Творча група та виробництво
- Режисерка: Нора Ефрон
- Сценаристка: Нора Ефрон

за книгою Джулі Повелл «Julie & Julia»
за книгою Джулії Чайльд та Алекса Прюдомма «My Life in France»
- Продюсери: Ловренс Марк, Кмі Робінсон, Ерік Стіл, Нора Ефрон
- Виконавчі продюсери: Дональд Дж. Лі мол., Скотт Рудін, Дана Стівенс
- Композитор: Александр Десплат
- Оператор: Стівен Голдблатт
- Монтаж: Річард Маркс
- Художник-постановщик: Марк Ріккер
- Декорації: С'юзан Боуд

Виробництво «Scott Rudin Productions» (США). Дата прем'єри — 7 серпня 2009 року. 

Прокат «Columbia Pictures» (США) та «Sony Pictures».

## Цікаві факти
- Це перший повнометражний фільм, в основі якого лежать записи з блогу[8]. У 2002 році інтернет-блоги були новинкою, завдяки чому блог Джулі Повелл завоював величезну популярність.
- Спочатку планувався фільм про життя Пола і Джулії Чайлд, заснований на книзі Джулії «Моє життя у Франції», але після виходу книги Джулі Повелл режисерка вирішила об'єднати історії двох пар.

## Нагороди та номінації
| Нагороди та номнації | Нагороди та номнації                      | Нагороди та номнації | Нагороди та номнації |
| Премія               | Категорія                                 | Номінація            | Результат            |
| -------------------- | ----------------------------------------- | -------------------- | -------------------- |
| Премія Оскар         | Найкраща жіноча роль                      | Меріл Стріп          | Номінація            |
| BAFTA                | Найкраща жіноча роль                      | Меріл Стріп          | Номінація            |
| Золотий глобус       | Найкраща жіноча роль (комедія або мюзикл) | Меріл Стріп          | Перемога             |
| Золотий глобус       | Найкращий фільм (комедія або мюзикл)      | Фільм                | Номінація            |